# William Kenny (Politiker)
William Kenny, PC (I), QC (* 14. Januar 1846 in Dublin; † 4. Februar 1921 ebenda) war ein britischer Jurist und Politiker der Liberalen Unionisten, der unter anderem zwischen 1892 und 1897 Mitglied des Unterhauses (House of Commons) sowie von 1895 bis 1897 Solicitor General für Irland war. Danach war er zwischen 1897 und seinem Tode 1921 Richter der King’s Bench Division des Obergerichts von Irland (High Court of Justice of Ireland).

## Leben
William Kenny, Sohn von Edward Kenny, der als Solicitor in Ennis tätig war, und dessen Ehefrau Catherine Murphy, absolvierte zunächst ein grundständiges Studium am Trinity College Dublin, welches er mit einem Bachelor of Arts (B.A.) beendete, und arbeitete daraufhin als Angestellter im Volkszählungsamt (Census Office). Nach einem Studium der Rechtswissenschaft erhielt er 1868 von der irischen Anwaltskammer King’s Inns seine anwaltliche Zulassung als Barrister und praktizierte als Rechtsanwalt im Gerichtsbezirk von Munster. Für seine anwaltlichen Verdienste erfolgte 1885 seine Ernennung zum Kronanwalt (Queen’s Counsel) sowie 1890 zum sogenannten „Bencher“ der Anwaltskammer King’s Inns. 
Bei der Unterhauswahl am 4. Juli 1892 wurde Kenny für die Liberalen Unionisten als Nachfolger des Wahlkreisinhabers Thomas Alexander Dickson von der Liberal Party im Wahlkreis „Dublin St Stephen’s Green“ erstmals zum Mitglied des Unterhauses (House of Commons) gewählt und vertrat diesen nach seiner Wiederwahl bei der Unterhauswahl 1895 bis zu seinem Mandatsverzicht 1897, woraufhin James Campbell, 1. Baron Glenavy von der Irish Unionist Alliance bei der notwendigen Nachwahl (By-election) am 21. Januar 1898 zum neuen Unterhausabgeordneten für diesen Wahlkreis wurde.
Am 28. August 1895 wurde William Kenny in das Kabinett Salisbury III berufen und fungierte bis 1897 als Solicitor General für Irland (Solicitor-General for Ireland), woraufhin Dunbar Barton seine Nachfolge antrat. Nach seinem Ausscheiden aus Regierung und Parlament wurde er 1897 zum Richter an der für Common Law-Fällen und die Aufsichtsverantwortung über bestimmte untere Gerichte zuständige King’s Bench Division des Obergerichts von Irland (High Court of Justice of Ireland) ernannt und bekleidete dieses Richteramt bis zu seinem Tode 1921. Zudem wurde er in dieser Funktion am 26. Juni 1902 auch zum Mitglied des Privy Council von Irland (PC(I)) ernannt, eine Institution, die gemeinsam mit dem Lord Lieutenant of Ireland als obersten Vertreter der britischen Krone in Irland, der Vizekönig des britischen Monarchen war, die formelle Exekutivgewalt ausübte. Aus seiner 1873 geschlossenen Ehe mit Mary Coffey, Tochter des Richters (Master in Chancery) David Coffey, ging die Tochter Mildred Mary Kenny hervor.